# واين إيبانكس
واين إيبانكس (بالإنجليزية: Wayne Ebanks)‏ (2 أكتوبر 1964 ببرمنغهام في المملكة المتحدة - ) هو لاعب كرة قدم بريطاني في مركز الظهير. لعب مع بورت فايل وستوك سيتي وكامبريدج يونايتد ووست بروميتش ألبيون.

## وصلات خارجية
- واين إيبانكس على موقع قاعدة بيانات كرة القدم.إي يو (الإنجليزية)